# エンジェルズ・フォール・ファースト
『エンジェルズ・フォール・ファースト』（Angels Fall First）は、ナイトウィッシュの1枚目のスタジオアルバム。1997年11月1日に スパインファーム・レコードから発表された。前年に頒布されたデモを元に制作された。限定盤は500枚のみの限定生産で現在は入手困難。日本盤は2004年7月22日にリマスター盤を元に編集された版が発売された。

## 収録曲

### オリジナル盤
1. エルヴェンパス Elvenpath - 4:40
2. ビューティ・アンド・ザ・ビースト Beauty and the Beast - 6:24
3. カーペンター The Carpenter - 5:57
4. アストラル・ロマンス Astral Romance - 5:12
5. エンジェルズ・フォール・ファースト Angels Fall First - 5:34
6. ツタンカーメン Tutankhamen - 5:31
7. ニムフォメイニアック・ファンタジア Nymphomaniac Fantasia - 4:47
8. ノウ・ホワイ・ザ・ナイチンゲール・シングス Know Why the Nightingale Sings - 4:14
9. ラップランド Lappi (Lapland)
  1. エレマーヤルヴィ Erämaajärvi - 2:15
  2. ウィッチドラムス Witchdrums - 1:18
  3. ディス・モーメント・イズ・エターニティ This Moment Is Eternity - 3:12
  4. エティエイネン Etiäinen - 2:34

### 限定盤
1. Astral Romance
2. Angels Fall First
3. The Carpenter
4. Nymphomaniac Fantasia
5. Once Upon A Troubadour
6. A Return To The Sea
7. Lappi (Lapland)
  1. Erämaajärvi
  2. Witchdrums
  3. This Moment Is Eternity
  4. Etiäinen

### リマスター盤
1. エルヴェンパス Elvenpath
2. ビューティ・アンド・ザ・ビースト Beauty and the Beast
3. カーペンター The Carpenter
4. アストラル・ロマンス Astral Romance
5. エンジェルズ・フォール・ファースト Angels Fall First
6. ツタンカーメン Tutankhamen
7. ニムフォメイニアック・ファンタジア Nymphomaniac Fantasia
8. ノウ・ホワイ・ザ・ナイチンゲール・シングス Know Why the Nightingale Sings
9. ラップランド Lappi (Lapland)
  1. エレマーヤルヴィ Erämaajärvi
  2. ウィッチドラムス Witchdrums
  3. ディス・モーメント・イズ・エターニティ This Moment Is Eternity
  4. エティエイネン Etiäinen
10. リターン・トゥ・ザ・シー A Return To The Sea（ボーナス・トラック）
11. スワンハート （ライヴ）（ボーナス・トラック）
12. ディープ・サイレント・コンプリート （ライヴ）（ボーナス・トラック）
13. デッド・ボーイズ・ポエム （ライヴ）（ボーナス・トラック）

## 主な参加ミュージシャン
- ターヤ・トゥルネン Tarja Turunen - ボーカル
- ツォーマス・ホロパイネン Tuomas Holopainen - キーボード、ボーカル
- エンプ・ヴオリネン Emppu Vuorinen - ギター、ベース・ギター
- ユッカ・ネヴァライネン Jukka Nevalainen - ドラムス